# William Macnab
William Thomas Don Macnab (Glasgow, Escocia; 3 de mayo de 1939), también conocido como Bill Macnab, es un empresario británico mejor conocido por fundar la multinacional farmacéutica británica Vitaflo International. Durante su carrera en Vitaflo fue el director general hasta agosto de 2010, cuando la empresa fue adquirida por Nestlé.  